# ديفيد كلاين (رسام)
ديفيد كلاين (بالإنجليزية: David Klein)‏ هو رسام أمريكي، ولد في 23 فبراير 1918 في إل باسو في الولايات المتحدة، وتوفي في 9 ديسمبر 2005 في نيويورك في الولايات المتحدة.